# Chadwell (Leicestershire)
Chadwell – wieś w Anglii, w hrabstwie Leicestershire, w dystrykcie Melton. Leży 28 km na północny wschód od miasta Leicester i 152 km na północ od Londynu.